# 18015 Семенкович
18015 Семенкович (18015 Semenkovich) — астероїд головного поясу, відкритий 13 травня 1999 року.
Тіссеранів параметр щодо Юпітера — 3,547.